# Guerra de las Dos Rosas
La guerra de las Dos Rosas fue una guerra civil que enfrentó intermitentemente a los miembros y partidarios de la Casa de Lancaster contra los de la Casa de York entre 1455 y 1487. Ambas familias pretendían el trono de Inglaterra, por origen común en la Casa de Plantagenet, como descendientes del rey Eduardo III. El nombre «guerra de las dos Rosas» o «guerra de las Rosas», en alusión a los emblemas de ambas casas, la rosa blanca de York y la roja de Lancaster, fue producto del Romanticismo.
La guerra se dio principalmente entre los miembros de la aristocracia terrateniente y ejércitos de los señores feudales. El apoyo a cada uno de los bandos dependió, en gran medida, de los matrimonios dinásticos entre la nobleza. El patriarca de la casa de Lancaster, Juan de Gante, tuvo como primer título el de conde de Richmond, el mismo que detentaría Enrique VII al final de la guerra. El líder de la casa de York fue Edmundo de Langley, que ostentaba el Señorío de Cambridge. Más tarde, durante los reinados de los Tudor y de los Estuardo, Richmondshire y Cambridgeshire se transformarían en focos principales de recusantes y puritanos, respectivamente. Cabe destacar que la pelea entre las facciones se prolongó más allá de la época de Enrique, ya que los monarcas que le siguieron impulsaron la continuidad de los enfrentamientos.
La guerra de las Dos Rosas provocó la extinción de los Plantagenet y debilitó enormemente las filas de la nobleza, además de generar gran descontento social. Este período marcó el declive de la influencia inglesa en el continente europeo y el debilitamiento de los poderes feudales de los nobles; y, en contrapartida, creció la influencia de los comerciantes y de la monarquía centralizada bajo los Tudor. Esta guerra señala el fin de la Edad Media inglesa y el comienzo del Renacimiento.

## Antecedentes
El antagonismo entre ambas casas comenzó con el derrocamiento y asesinato del rey Ricardo II de Inglaterra, en 1399, a manos de su primo Enrique Bolingbroke, duque de Lancaster. Enrique era el cuarto hijo de Juan de Gante, quien a su vez era el tercer hijo de Eduardo III de Inglaterra, por lo que sus expectativas de llegar al trono eran escasas. De acuerdo a la ley de sucesión inglesa y a los precedentes sentados por la tradición, la corona debía recaer en los descendientes masculinos de Leonel de Amberes, segundo hijo superviviente de Eduardo III. De hecho, Ricardo II había designado heredero presunto de la corona al nieto de Leonel, Roger Mortimer. Sin embargo, se toleró la situación exclusivamente porque el gobierno de Ricardo II había sido extremadamente impopular. Por esta causa, el Parlamento lo declaró rey de Inglaterra y asumió la corona con el nombre de Enrique IV de Inglaterra.
A la muerte de Bolingbroke, el 20 de marzo de 1413, asumió la corona su hijo Enrique V de Inglaterra, cuyos logros militares contra Francia durante la guerra de los Cien Años le habían granjeado enorme popularidad, permitiendo afianzar el control de los Lancaster sobre el trono. Durante su corto reinado, Enrique V debió sofocar una revuelta liderada por el nieto de Eduardo III, Ricardo de Conisburgh, conde de Cambridge. Una vez desarticulado el Complot de Southampton (nombre que designa aquella revuelta), Ricardo Conisburgh fue ejecutado, el 5 de agosto de 1415, al inicio de la campaña que llevaría a la victoria en la batalla de Azincourt. No obstante, la esposa de Ricardo Conisburgh, Ana Mortimer, adujo tener también derechos sobre la corona, ya que era hija de Roger Mortimer y, por tanto, descendiente de Leonel de Amberes. Enrique V murió en 1422, y Ricardo de York, duque de York y conde de Cambridge e hijo de Ana Mortimer, se propuso desafiar al nuevo rey, el débil Enrique VI de Inglaterra.

### Enrique VI

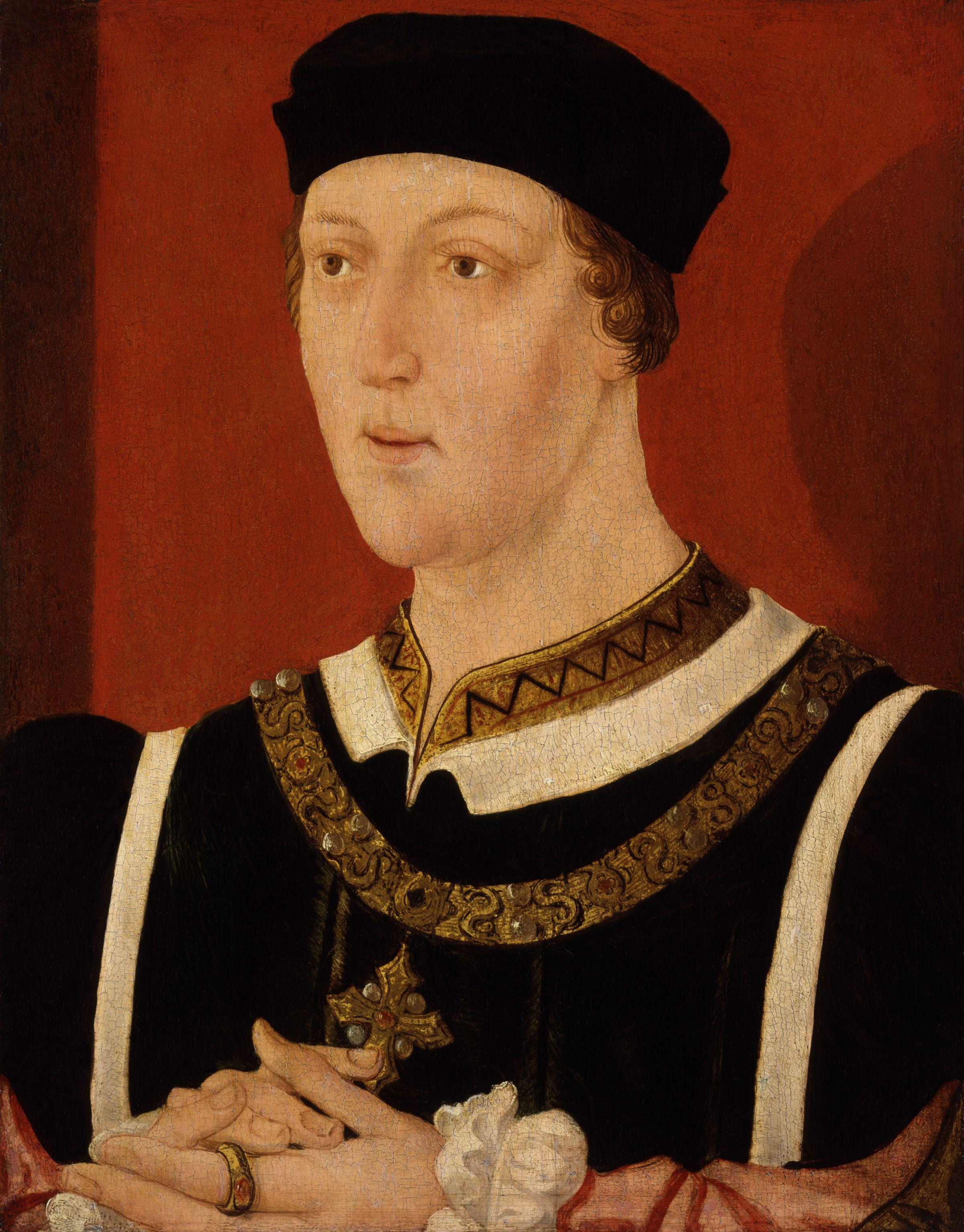
Enrique VI.

El rey Enrique VI estaba rodeado de un cúmulo de regentes y consejeros impopulares. Los más notables de ellos fueron Edmundo de Beaufort, duque de Somerset, y Guillermo de la Pole, duque de Suffolk, a quienes se acusó de ser incapaces de manejar el gobierno y de concluir la guerra contra Francia. Durante el gobierno de Enrique VI se perdieron virtualmente todas las posesiones inglesas en el continente, incluidas las tierras ganadas por Enrique V. Enrique VI comenzó a ser percibido como un rey débil e inhábil. Para mayores males, este sufrió por entonces una serie de episodios embarazosos causados por una enfermedad mental emergente. Hacia mediados de la década de 1450, muchos consideraban a Enrique VI incapaz de gobernar. La legalidad de la corta línea de reyes Lancaster pasó a estar plagada de dudas, y la Casa de York fortaleció su pretensión sobre la corona. El creciente descontento civil, sumado a la multiplicación de nobles con ejércitos privados y a la incapacidad y corrupción de la corte de Enrique VI, formaron el clima político ideal para la guerra civil.
Cuando, en 1453, el rey padeció un primer episodio grave, producto de su enfermedad mental, se estableció un Consejo de Regencia encabezado por el Lord Protector, el poderoso y popular Ricardo de York, duque de York y líder de su Casa. Ricardo de York empezó de inmediato a pugnar audazmente por su pretensión al trono, encarcelando a Somerset, y apoyando a sus aliados Salisbury y Warwick en conflictos menores contra los adherentes a la causa de Enrique VI, especialmente los condes de Northumberland. Sin embargo, la recuperación de Enrique VI, en 1455, frustró las ambiciones de Ricardo de York, quien fue despedido rápidamente de la corte por la esposa del rey, Margarita de Anjou. La incapacidad manifiesta de liderazgo de Enrique VI se tradujo en el fortalecimiento de la cada vez más poderosa reina Margarita, quien se convirtió en la máxima figura de la Casa de Lancaster. Ella conformó una alianza de varios nobles contra Ricardo de York, con el fin de reducir su influencia. La creciente frustración de Ricardo de York y la agresividad de la reina derivaron finalmente en acciones armadas, dando lugar a la primera batalla de San Albano.

## Fase inicial (1455-1461)

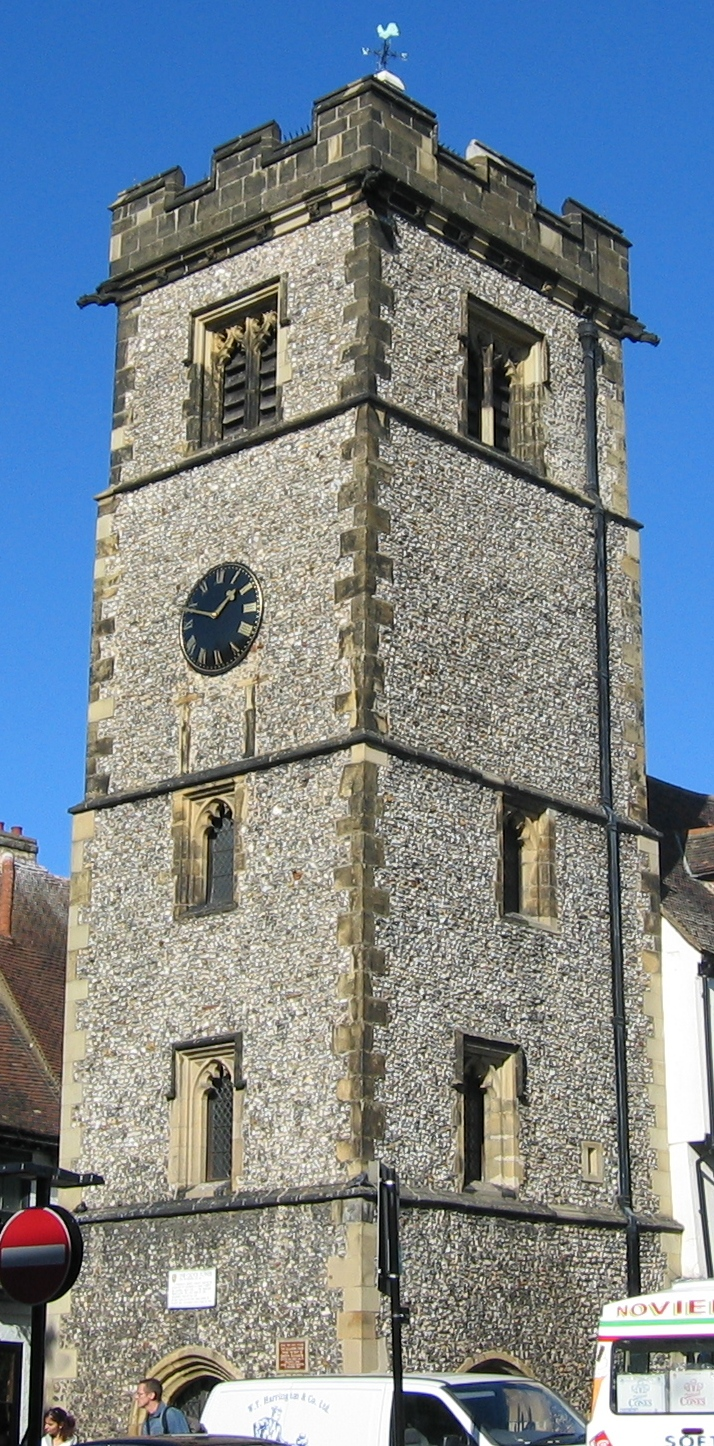
La Torre del Reloj de San Albano (c. 1500).

Pese a que los enfrentamientos armados habían estallado ya en el período anterior, entre los adherentes del rey Enrique VI y los seguidores de Ricardo de York, fue durante los años 1455 y 1485 cuando se desarrollaron las principales acciones armadas de la guerra de las Dos Rosas.
El 22 de mayo de 1455, mientras el duque de York dirigía una pequeña fuerza hacia Londres, fue enfrentado por las tropas leales de Enrique VI en el poblado de San Albano (St. Albans, en Hertfordshire). Este primer combate abierto de la guerra, pese a ser de escala reducida, se fundó en la intención de Ricardo de York de eliminar de la corte a los malos consejeros del rey. El resultado fue la derrota de las fuerzas de Lancaster, muriendo en acción varios de sus líderes, entre ellos Somerset. York y sus aliados reconquistaron sus posiciones de influencia. Por un tiempo, ambos bandos se sintieron impresionados por haber llegado al campo de batalla, y realizaron sus mejores esfuerzos para alcanzar la reconciliación. Sin embargo, el rey volvió a sufrir un ataque de demencia, designándose a York como Lord Protector y a la reina Margarita como encargada del cuidado del monarca, una posición secundaria y al margen del poder.
Después de la primera batalla de San Albano, el compromiso adquirido por las partes en 1455 llegó a alcanzar cierto éxito, con York a la cabeza del Consejo hasta la recuperación de Enrique VI. Pese a esto, los problemas generados por el conflicto emergieron de nuevo, en especial el asunto de si correspondía a Ricardo de York o a Eduardo de Westminster (hijo de Enrique VI y Margarita) la sucesión de la corona. La primera alternativa era inaceptable para Margarita, quien rechazó cualquier solución que significara el desheredamiento de su hijo, dejando en claro que toleraría esa situación tanto como durara la supremacía militar del duque de York. Enrique VI se recuperó en el interior del país en 1456, pero la reina no le permitió regresar a Londres. Por lo menos en el interior del reino contaban con alta popularidad, no así en la capital, donde los mercaderes estaban descontentos por la caída en los mercados y el amplio desorden. Por estas razones, la corte del rey se estableció en la ciudad de Coventry, donde el nuevo duque de Somerset, Enrique Beaufort, ascendía en popularidad llenando los zapatos vacíos de su padre. La reina consiguió convencer a su esposo de la importancia de desconocer los nombramientos y arreglos hechos por York, y le ordenó regresar a su posición en Irlanda. Los disturbios aumentaron y se sucedieron en la capital y por toda la costa sur, pero el rey se mantuvo en sus cuarteles reforzando sus posiciones. La reina estableció la conscripción obligatoria por primera vez en Inglaterra, realizando levas para sus ejércitos. Mientras tanto, la popularidad de Ricardo Neville, conde de Warwick y aliado de York crecía sin pausa, emergiendo como el campeón de las clases mercantiles.

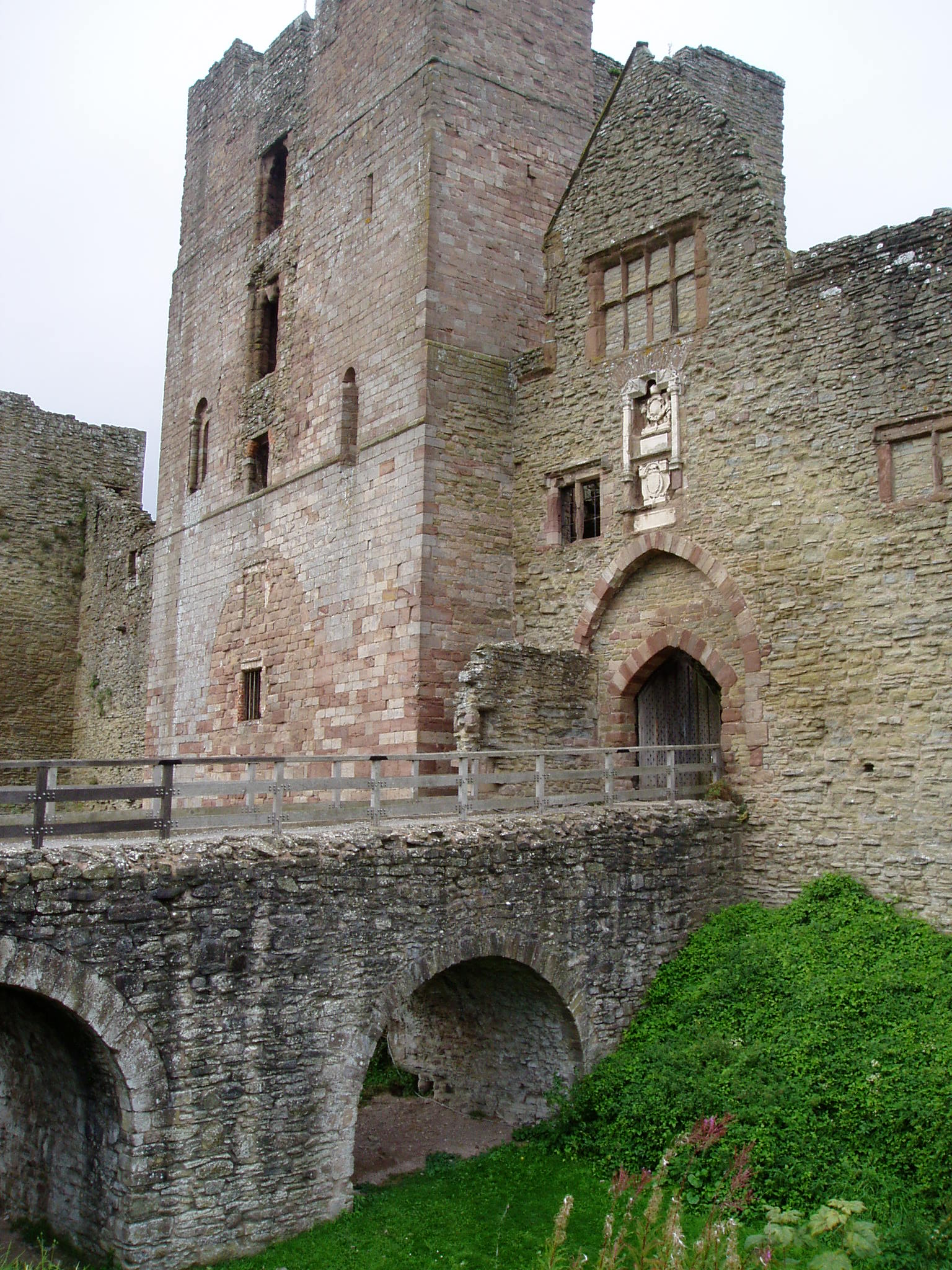
El Castillo de Ludlow.

Ante tal situación, York decidió regresar a Inglaterra, retomándose las hostilidades el 23 de septiembre de 1459 en la batalla de Blore Heath en Staffordshire. Esta acción significó el fracaso del gran ejército de Lancaster en evitar que la fuerza de los York dirigida por lord Salisbury, proveniente del castillo de Middleham en Yorkshire, se reuniera con las tropas acuarteladas en el castillo de Ludlow. Sin embargo, la guerra continuó con un triunfo de los Lancaster en la batalla del Puente de Ludford, que forzó la huida hacia Calais de Eduardo de York, el hijo mayor de York (y posterior rey Eduardo IV de Inglaterra), Salisbury y Warwick. Los Lancaster recuperaron el control total, nombrando a Somerset gobernador de Calais. Sus intentos de derrotar a Warwick fueron fácilmente truncados. Entre 1459 y 1460, los seguidores de York acosaron, desde Calais, distintos puntos de la costa inglesa, acrecentando la sensación de caos y desorden.
Para 1460, Warwick y sus seguidores estaban listos para iniciar la invasión de la isla, estableciéndose en Kent y en Londres, donde encontraron mucho apoyo. Enrique VI dirigió un ejército hacia el sur, mientras Margarita se quedó en el norte con el príncipe Eduardo de Westminster. El 10 de julio de 1460, las fuerzas se encontraron en la batalla de Northampton, que probó ser un completo desastre para los Lancaster. El ejército de York, dirigido por Ricardo Neville, ayudado por la traición entre los dirigentes Lancaster, logró capturar al rey Enrique VI, llevándolo prisionero a Londres.

### Acta de Acuerdo
Después de sus logros militares, Ricardo de York, basándose en la ilegitimidad de la línea sucesora de los Lancaster, se decidió a reclamar el trono. Desembarcó en el norte de Gales, desde donde se dirigió junto con su esposa Cecilia Neville a Londres, donde ambos fueron recibidos con el ceremonial reservado a los monarcas. El Parlamento estaba reunido y Ricardo de York esperaba que se le concediera directamente la corona, tal como habían hecho en 1399 con Enrique IV. En vez de ello encontró un silencio sepulcral. Al anunciar su pretensión a la corona, los lores, incluidos Warwick y Salisbury, estaban asombrados con sus intenciones. No había ánimo entre ellos para destronar al rey Enrique VI, sino que se limitaron a sus esfuerzos originales, expulsando a los malos consejeros.
Al día siguiente, York apoyó su reclamación con detallados esquemas genealógicos, basado en su descendencia de Leonel de Amberes, siendo comprendido de mejor manera. El Parlamento accedió a considerar la materia, y finalmente decidió que la reclamación de Ricardo de York era mejor, al mismo tiempo que, por una mayoría de cinco, decidía mantener en el trono a Enrique VI. En octubre se llegó a un compromiso que se conoció como el Acta de Acuerdo de 1460, que por un lado reconocía el derecho de los York y por otro lo declaraba sucesor de Enrique VI, desheredando al príncipe Eduardo de Westminster, de seis años. York tuvo que aceptar este acuerdo como la mejor oferta que tenía para elegir, teniendo presente que al mismo tiempo era designado nuevamente Lord Protector, lo que le permitía gobernar en nombre de Eduardo VI. En cualquier caso, el acuerdo era inaceptable para los Lancaster, que se reunieron bajo la égida de la reina Margarita y el príncipe Eduardo de Westminster, formando un gran ejército en el norte del reino.

### Contraataque de la Casa de Lancaster

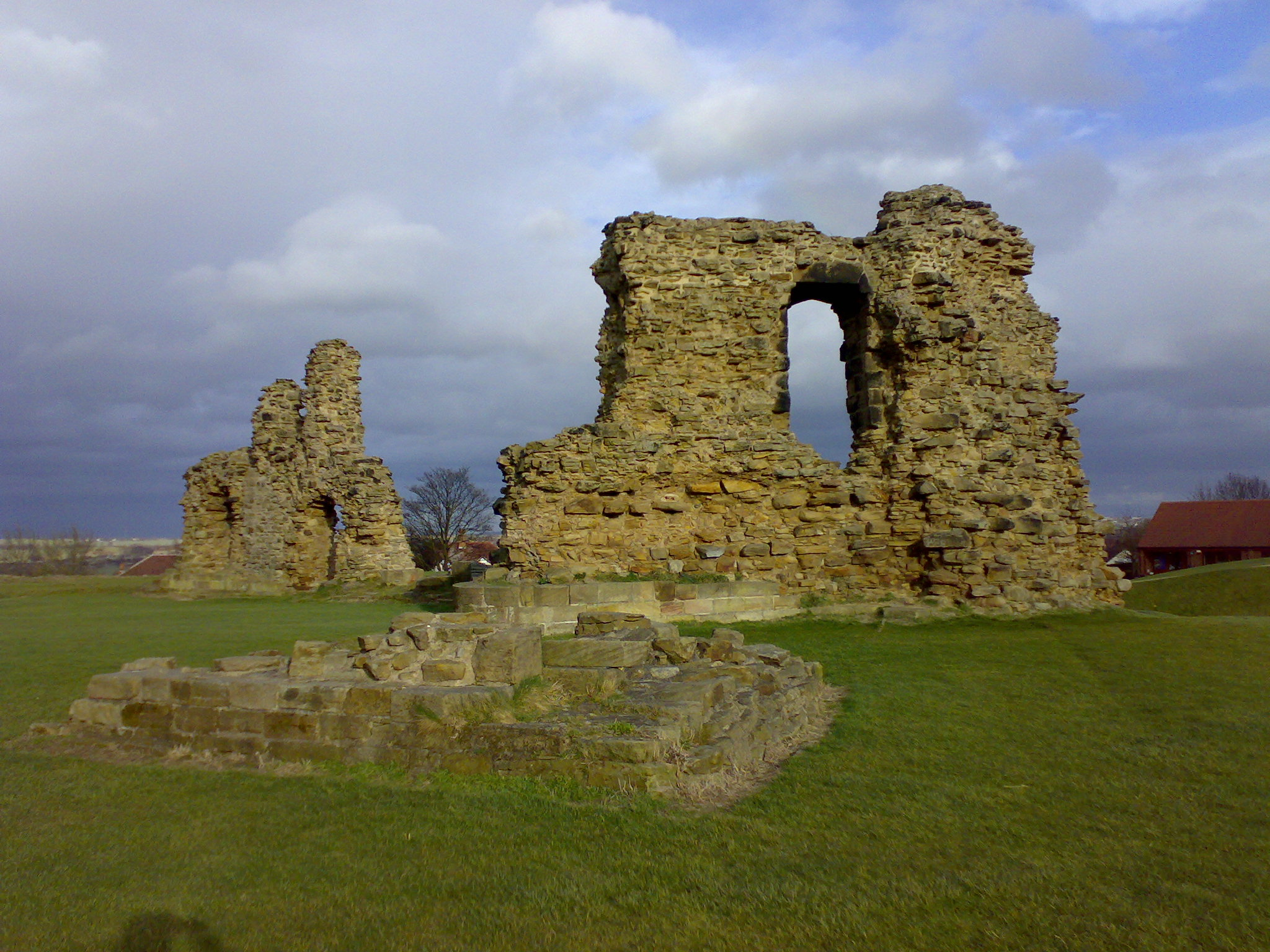
Las ruinas del castillo de Sandal.

El duque de York dejó Londres bajo el mando de lord Salisbury a finales de aquel año, con el fin de consolidar sus posiciones en el norte contra el ejército de la reina Margarita, que se encontraba estacionado en los alrededores de la ciudad de York. Ricardo de York estableció posiciones defensivas alrededor del Castillo de Sandal, cerca de Wakefield, para la Navidad de 1460. Pese a que el ejército de Lancaster superaba en dos a uno al de Ricardo, el duque de York ordenó a sus fuerzas entrar en batalla el 30 de diciembre en la batalla de Wakefield. El ejército de York fue completamente devastado por las fuerzas de la reina en la más desastrosa de las batallas para la causa de la rosa blanca. Ricardo, duque de York y Lord Protector del Reino, fue muerto en batalla, mientras que Salisbury y Edmundo de York, el hijo de 17 años de York, eran tomados prisioneros y decapitados. Sus cabezas fueron empaladas en la puerta de la ciudad de York.

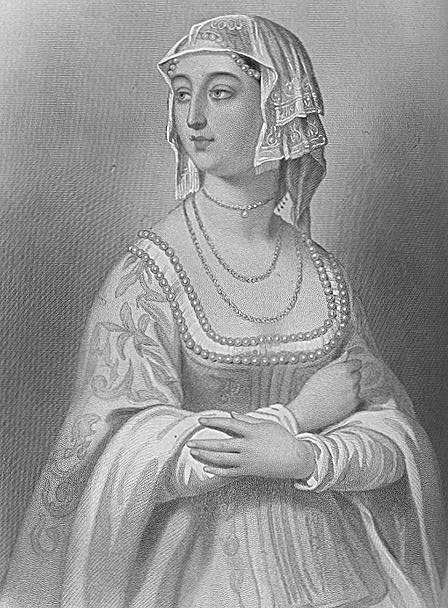
Margarita de Anjou en un retrato de fantasía.

El Acta de Acuerdo y el desastre de la batalla de Wakefield dejaron a Eduardo de York, hijo mayor de Ricardo de York, de 18 años, como nuevo duque de York y heredero del trono de Inglaterra. Por otro lado, la muerte de Salisbury dejaba a Warwick, su heredero, como el más grande terrateniente de las islas británicas. La reina Margarita viajó por todo el norte de Inglaterra, con el fin de negociar el apoyo de los escoceses. María de Güeldres, esposa de Jacobo II de Escocia, aceptó proveer a Margarita de un ejército, con la condición de que Inglaterra le cediera la ciudad de Berwick y que su hija se casara con el príncipe Eduardo de Westminster. La reina aceptó, teniendo presente que no contaba con fondos para pagar tamaña empresa. El acuerdo al que llegó permitía a los ejércitos pagarse con el saqueo de los pueblos del reino que se encontraran al sur del río Trent. Dirigió sus tropas hacia Hull, reclutando más hombres de pasada.

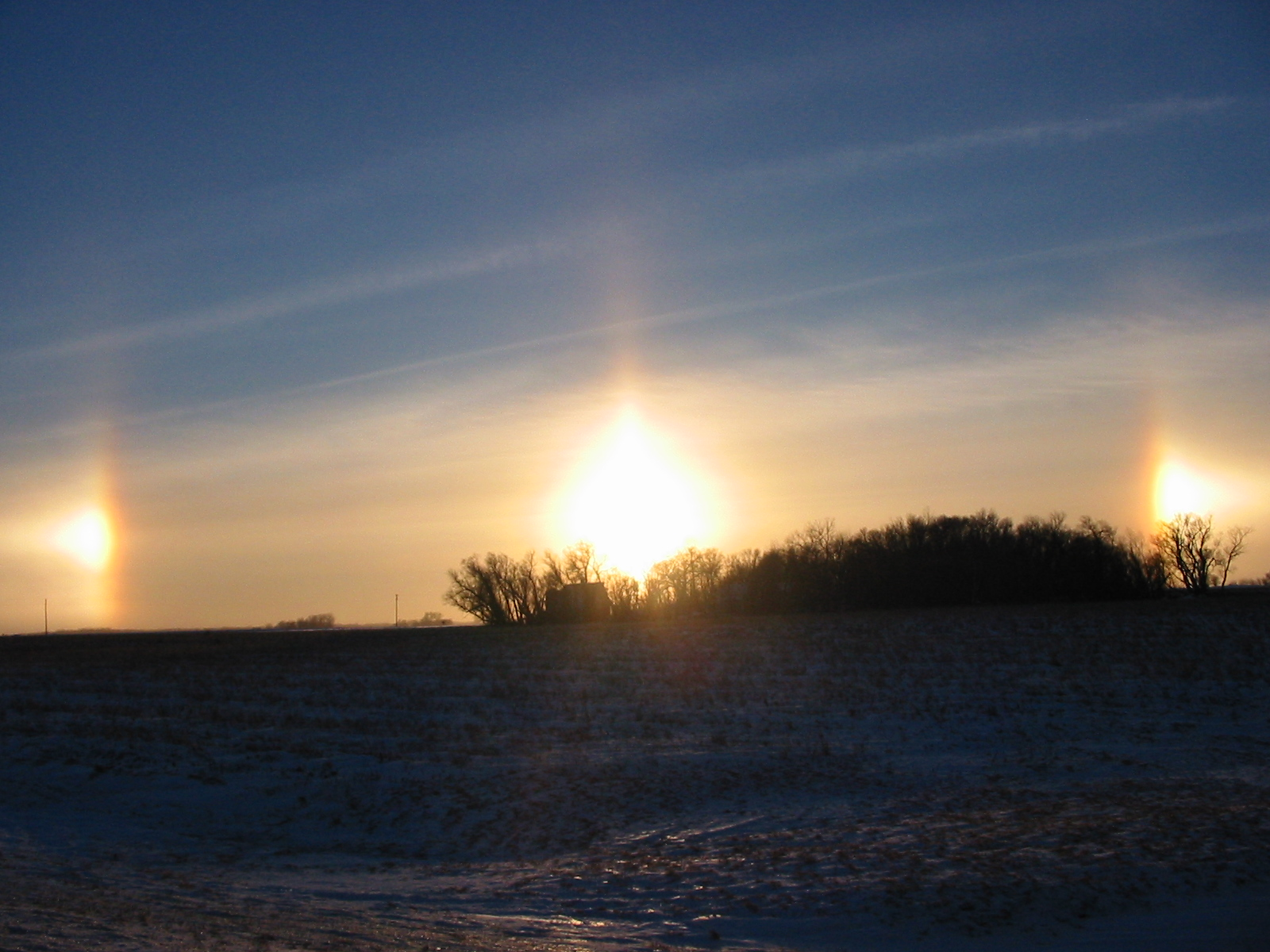
Parhelio al atardecer.

Mientras esto sucedía en el norte, Eduardo de York se enfrentaba con el ejército de Jasper Tudor, conde de Pembroke (medio hermano de Enrique VI), que llegaba de Gales en la batalla del Cruce de Mortimer en Herefordshire. Inspiró a sus soldados con una supuesta visión de tres soles al atardecer (fenómeno conocido como “parhelio”), que representaban a los tres supervivientes de la Casa de York: él y sus hermanos Jorge de York y Ricardo de York. La victoria y esta visión provocaron la adopción del sol en su esplendor como emblema personal.
En esos momentos, la reina Margarita se trasladó hacia el sur de Inglaterra, causando grandes estragos en aquella rica región por medio del pillaje hecho por sus tropas. Mientras tanto, en Londres, Warwick utilizaba estos hechos como propaganda para reforzar su posición en el sur, logrando que ciudades como Coventry se cambiaran de bando, uniéndose a los York. Pese a esto no logró levantar una gran fuerza, lo que le valió ser sorprendido el 17 de febrero de 1461 en los alrededores de San Albano. Sin el apoyo del ejército de Eduardo de York, la segunda batalla de San Albano significó la más decisiva derrota para las fuerzas de York. Sorprendidos y derrotados, dejaron abandonado al rey Enrique VI, que fue hallado debajo de un árbol. Enrique VI armó caballeros a treinta miembros de las fuerzas de Lancaster al atardecer. Producto de la gran victoria, y mientras las tropas del rey Enrique VI se dirigían al sur, un gran pánico y temor se apoderó de Londres, al llegar rumores de la intención de saquear la ciudad. El pueblo decidió cerrar las puertas de la ciudad y se negó a entregar provisiones al ejército de la reina, que ya se encontraba saqueando los condados vecinos de Hertfordshire y Middlesex.

### Batalla de Townton

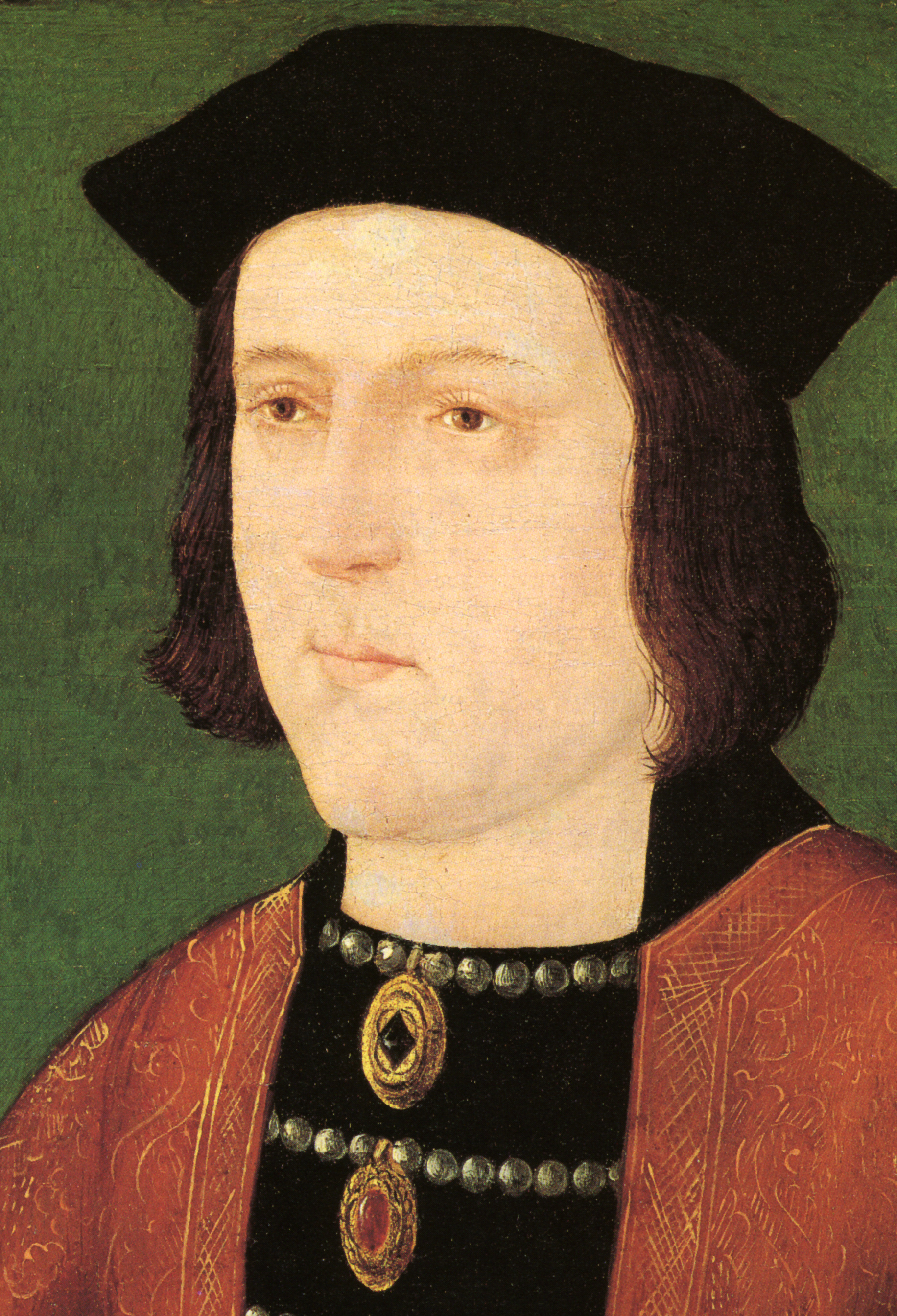
Eduardo IV de Inglaterra.

Eduardo de York había avanzado por el oeste hasta los alrededores de Londres, donde reunió sus fuerzas con las de Warwick. Al coincidir con la retirada de la reina Margarita al norte, hacia la ciudad de Dunstable, Eduardo de York y Warwick pudieron entrar a Londres con su ejército, donde fueron aclamados y recibidos con entusiasmo, dinero y provisiones por parte de la más grande ciudad yorkista. Con su padre y hermano muertos en batalla, la guerra se había convertido a esas alturas en una pelea por la mismísima corona, ya que Eduardo de York no podía argumentar que quería separar al rey de sus malos consejeros. La necesidad de autoridad por Eduardo de York se vio resuelta cuando el obispo de Londres le preguntó su parecer al pueblo, que respondió con gritos y hurras al rey Eduardo. El Parlamento no hizo sino confirmar la opinión popular, logrando coronarlo en una precipitada ceremonia en la Abadía de Westminster entre escenas de júbilo.
Así Warwick y York habían capturado la ciudad de Londres, pese a que Eduardo de York hizo votos de no tener una coronación formal mientras Enrique VI y Margarita no hubieran sido ejecutados o exiliados. También anunció que Enrique VI había violado el Acta de Acuerdo al permitir que su esposa levantara ejércitos contra los herederos al trono. Por tanto, el argumento legal pasó a ser que la victoria de Eduardo de York no era más que su restauración en sus legítimos derechos, de manera que Enrique VI y los Lancaster no habían sino usurpado sus poderes.
Una vez consolidada la situación en la capital, York y Warwick se dirigieron al norte, levantando un gran ejército. Sus fuerzas se toparon con el también gran ejército de la reina en el pueblo de Towton. La batalla de Towton se convirtió en la más grande y sangrienta de la guerra de las Dos Rosas. Ambas partes habían acordado de antemano que todos los problemas se decidirían finalmente ese día, peleando sin pedir ni dar cuartel. Se estima que entre 40 000 y 80 000 hombres tomaron parte en el enfrentamiento, con una cifra cercana a los 20 000 muertos durante (y después) del combate: un número extremadamente alto para la época, considerado el máximo derramamiento de sangre en un solo día en el Reino Unido. El nuevo rey y su ejército ganaron esta batalla decisiva. Mientras los Lancaster eran diezmados, con la mayoría de sus líderes muertos, Enrique VI y Margarita, en compañía de su hijo Eduardo de Westminster, esperaban en York las noticias de la batalla. Apenas se enteraron del macabro resultado, decidieron huir al norte. Muchos de los lores que apoyaban la causa de Lancaster cambiaron de bando ese día, apoyando al rey Eduardo. Los que no lo hicieron fueron perseguidos hacia el norte, donde se refugiaron en unos pocos castillos, al igual que en el país de Gales. Eduardo de York se dirigió hacia la ciudad de York con el fin de conquistarla, enfrentándose a las cabezas cortadas de su padre, su hermano y Salisbury. Estas fueron rápidamente remplazadas por las de destacados líderes de la Casa de Lancaster, entre los que se contaba al famoso lord Clifford de Skimpton-Craven, quien ordenó la ejecución del hermano de Eduardo, Edmundo de York, después de la batalla de Wakefield.

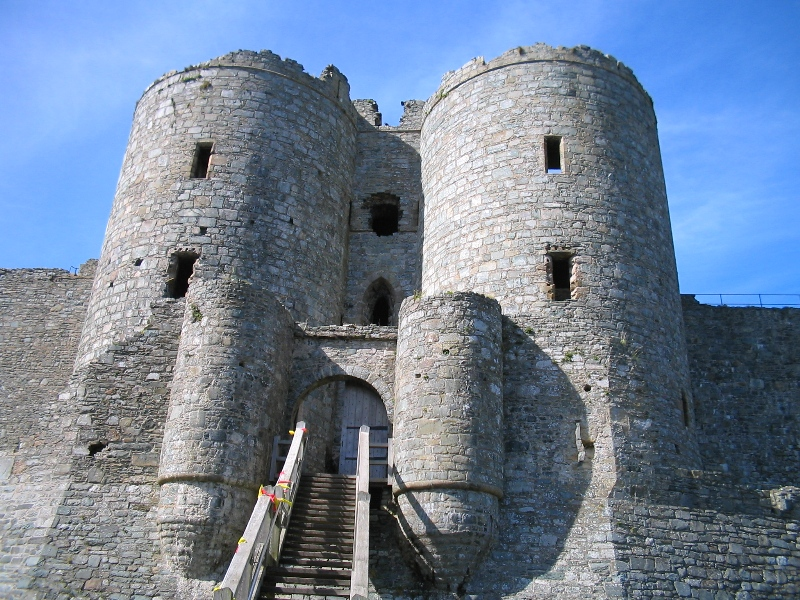
Castillo de Harlech.

Enrique VI y Margarita se refugiaron en el reino de Escocia, donde se quedaron en la corte del rey Jacobo III de Escocia. Con la promesa renovada de la entrega de Berwick, intentaron cumplir su juramento de invadir nuevamente Carlisle ese mismo año. Sin financiamiento y con escaso apoyo, fueron fácilmente derrotados por las tropas de Eduardo de York, quien aprovechó la incursión para expulsar a los últimos miembros de la Casa de Lancaster que se refugiaban en el norte.
La coronación oficial de Eduardo IV de Inglaterra tuvo lugar el 28 de junio de 1461 en Londres, donde recibió el clamoroso saludo de sus súbditos como monarca de Inglaterra. Eduardo IV pudo gobernar en relativa paz por nueve años.
Pese a su segura posición en el sur, Eduardo IV no logró consolidar el control de todo el territorio hasta 1464; más allá de las rebeliones estacionales, algunos castillos permanecieron en poder de los Lancaster por varios años. Las localidades de Dunstanburgh, Alnwick (asiento de la familia Percy) y Bamburgh -todas en Northumberland- fueron de las últimas en ser sometidas. La gran fortaleza del Castillo de Harlech en Gales se rindió en 1468, después de siete largos años de sitio. El depuesto rey Enrique VI fue capturado en 1465 y conducido como prisionero en la Torre de Londres donde, para la época, fue razonablemente bien tratado.
En 1464 se produjeron dos revueltas por la causa de Lancaster. La primera fue reprimida en la batalla de Hedgeley Moor el 25 de abril, y la segunda en la batalla de Hexham el 15 de mayo. Ambas fueron reducidas por John Neville, marqués de Montagu, hermano de Warwick.

## Reinicio de las hostilidades (1469-1487)

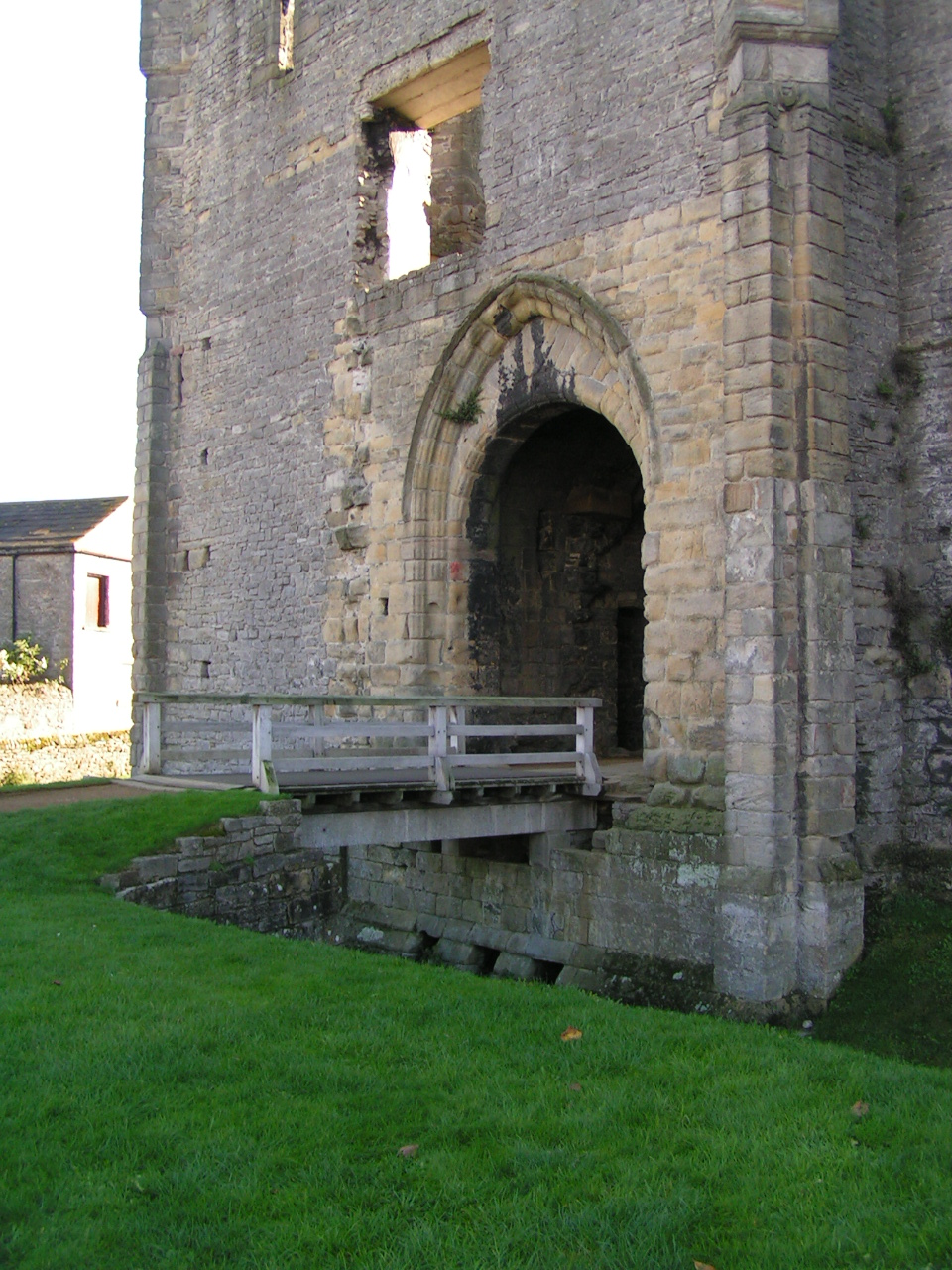
Castillo de Middleham.

El período que comprenden los años 1461 y 1469 estuvo marcado por el rápido deterioro de la relación entre el rey Eduardo IV y su antiguo mentor, Ricardo Neville, conde de Warwick, apodado el hacedor de reyes. Aunque fueron varios los motivos que llevaron al quiebre, la primera y principal razón fue la decisión de Eduardo IV de casarse en secreto con Isabel Woodville en 1464. El rey anunció este hecho como un fait accompli (hecho consumado), destrozando los planes de Warwick de casarlo con una princesa francesa, con el fin de mejorar las relaciones con esa nación. Este desaguisado se convirtió en frustración, una vez que los Woodville remplazaron a los Neville como favoritos de la corte. De la misma forma, la decisión de apoyarse en el ducado de Borgoña en vez de Francia (alargando la guerra de los cien años que Warwick quería finalizar con una alianza en común contra los Lancaster y Borgoña quienes eran aliados contra Francia durante el primer reinado de Enrique VI) y la reticencia en aprobar el matrimonio de sus hermanos Jorge de York, duque de Clarence, y Ricardo de York, duque de Gloucester, con las hijas de Warwick contribuyeron al distanciamiento. Fuera de lo anterior, la popularidad de Eduardo IV se encontraba en franco retroceso, ya que los aumentos en los impuestos y los desórdenes y violaciones a la ley continuaban siendo el pan de cada día.

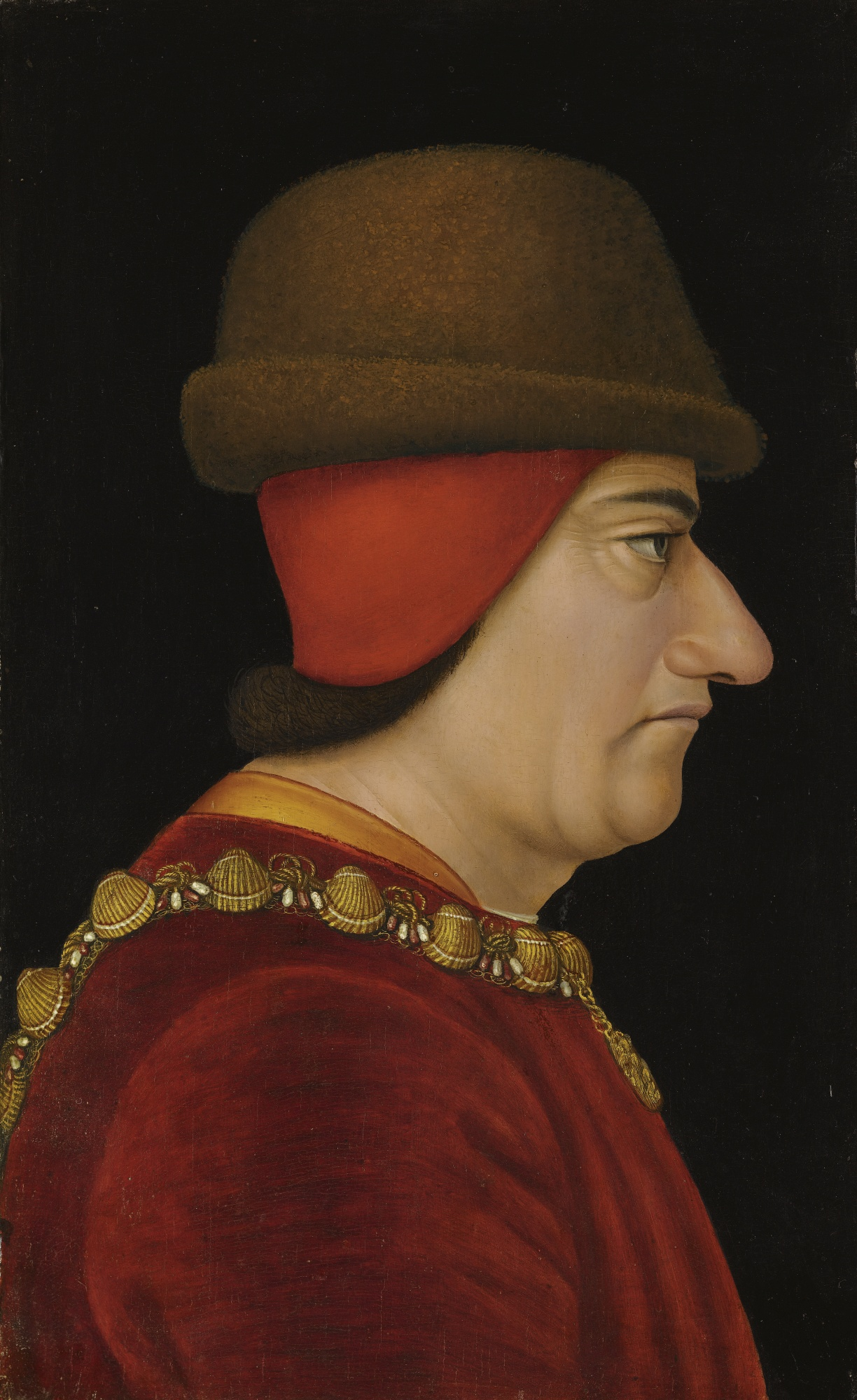
Luis XI de Francia.

Para 1469, Warwick había establecido una alianza con el celoso y traicionero hermano del rey, Jorge de York.
Warwick y Clarence formalizaron su alianza con la celebración del matrimonio entre Jorge de York e Isabel Neville en Calais, mientras en Inglaterra estallaba una rebelión encabezada por Robin de Redesdale en Yorkshire en contra del rey Eduardo IV, forzando a este a ir a sofocarla, situación que fue aprovechada por Warwick y Clarence para invadir por el sur de Inglaterra.
Ambos lideraron un ejército que derrotó a las fuerzas del rey en la batalla de Edgecote Moor, logrando capturar a Eduardo IV, encerrándolo en el castillo de Middleham en Yorkshire. Warwick jugó sus cartas rápidamente, ordenando la ejecución del suegro del rey, Ricardo Woodville, y su cuñado, Juan Woodville. Forzó a Eduardo IV a convocar un parlamento en York, en el que planeaba lograr la declaración de ilegitimidad de Eduardo IV, de manera que la corona pasara a su hermano, Jorge de York, como heredero aparente. Sin embargo el reino era un caos, lo que permitió al rey demandar la lealtad de su hermano Ricardo de York y de la mayoría de los nobles, de manera que el duque de Gloucester llegó a la cabeza de un gran ejército. Warwick, entonces, liberó al rey Eduardo IV creyendo volver a tener influencia sobre él, pero este aprovechó una rebelión en Lincolnshire para levantarse en armas, acusando a Warwick de complicidad con dicha rebelión. Warwick huyó con Clarence a la corte del rey Luis XI de Francia.
En 1470, Luis XI de Francia se encontraba bajo una gran presión por parte de la exiliada reina Margarita de Anjou, para que la ayudara a invadir Inglaterra y reconquistar el trono liberando a su cautivo esposo. Fue el rey Luis XI quien sugirió la posibilidad de una alianza entre Warwick y Margarita, una idea que a ninguno de los antiguos enemigos le gustaba. Pese a sus reticencias, ambos llegaron a darse cuenta del potencial de tal alianza, pese a los fines que perseguían cada uno. Margarita quería reclamar su reino y asegurar la sucesión de su hijo, mientras que Warwick esperaba poder mantener como un títere al rey, fuera Enrique VI, su hijo o Jorge de York. En cualquier caso se comprometieron por medio de una alianza matrimonial entre el príncipe de Gales Eduardo de Westminster y la hija menor de Warwick, Ana Neville.
Con el pacto en vigor, Warwick invadió Inglaterra en el otoño de 1470 con la ayuda de Jorge de York.

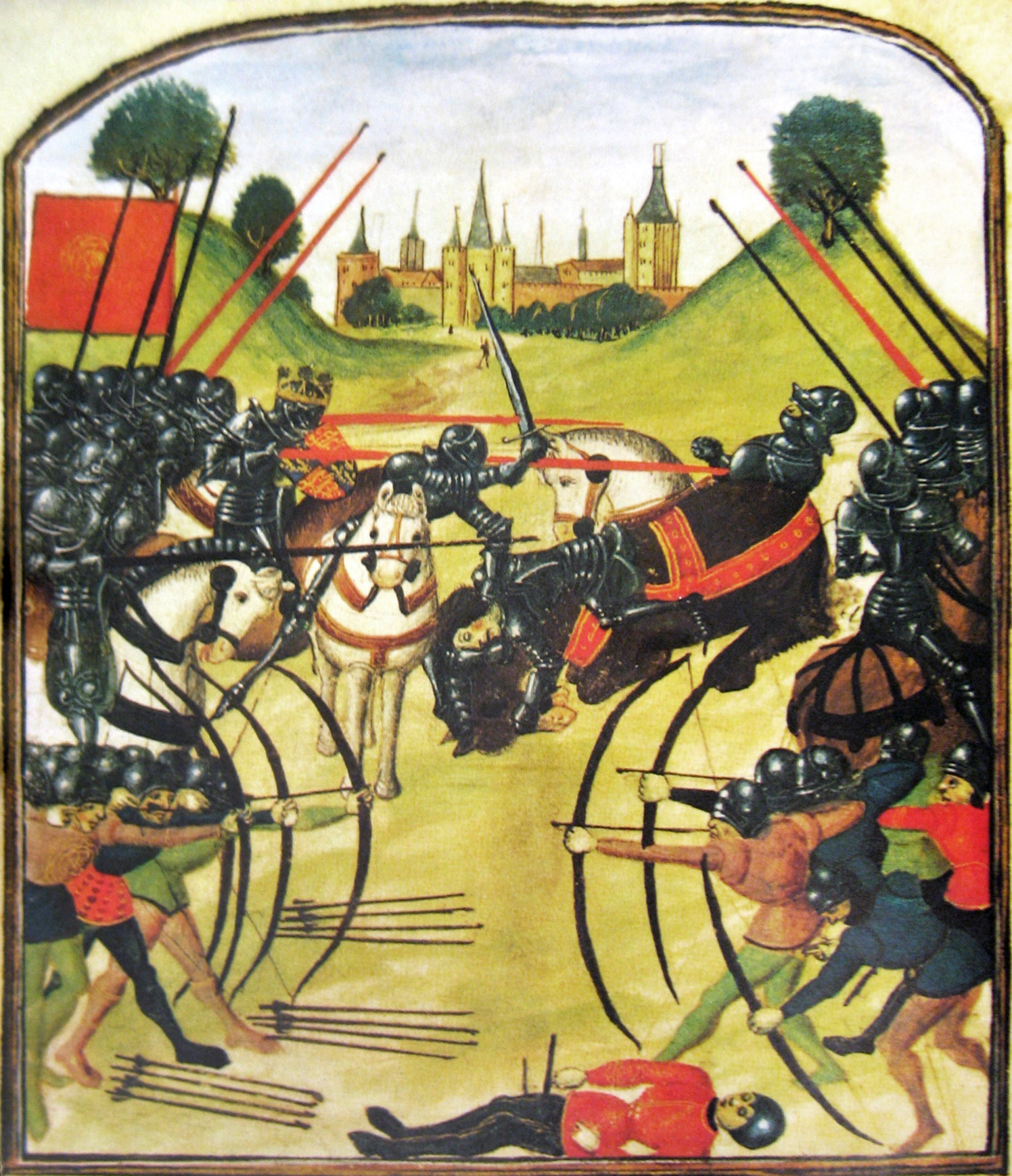
Batalla de Tewkesbury, librada el 4 de mayo de 1471.

Esta invasión significó la derrota de Eduardo IV, que fue depuesto como rey y exiliado. Retornó la corona al hasta ese momento preso en la Torre de Londres Enrique VI, como marioneta de Warwick, persona que realmente dirigía el poder en Inglaterra. Sin embargo, la restauración de los Lancaster en el trono no gustó a Jorge (puesto que él era York), por lo que intentó aliarse con su hermano depuesto, Eduardo IV, consiguiéndolo en marzo de 1471, cuando Eduardo IV desembarcó con sus tropas en Ravenspur. Estas tropas provenían del ejército levantado por Eduardo IV con la ayuda de Carlos el Temerario, duque de Borgoña, al ser obligado este a hacerlo por el rey de Francia (traicionando a Warwick, pues Warwick quería invadir Borgoña junto con el rey francés). La alianza entre Eduardo IV y Jorge de York derrotó a las tropas de Warwick en la batalla de Barnet y destruyó a todas las fuerzas de Lancaster en la batalla de Tewkesbury, dando muerte a Eduardo de Westminster, hijo de Enrique VI y heredero de la corona. El mismo Enrique VI fue asesinado el 14 de mayo de 1471, con el fin de reforzar el bando de York en el trono.

### Ricardo III

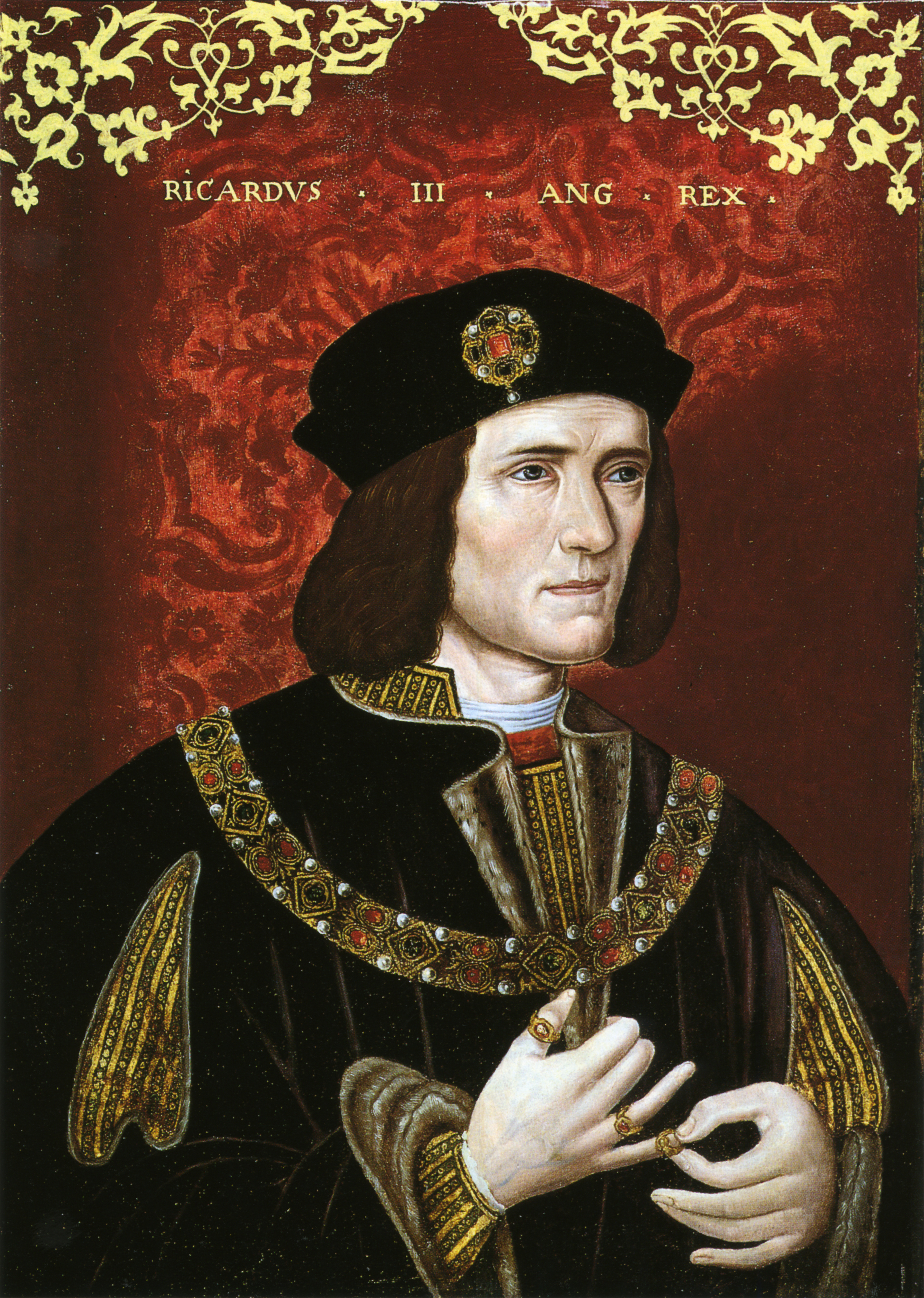
Ricardo III.

La restauración de Eduardo IV en el trono en 1471 ha sido considerada por algunos historiadores como el final de la Guerra de las Dos Rosas. La paz había sido restaurada por Eduardo IV, quien murió repentinamente en 1483. Esto marcó el inicio de un nuevo ciclo de desórdenes dinásticos. Bajo el reinado de Eduardo IV, las facciones se habían dividido entre los parientes de la reina, la familia Woodville (en particular Antonio Woodville y Thomas Grey, marqués de Dorset), y quienes consideraban a esta familia como unos recién llegados, hambrientos de poder. El heredero al trono, Eduardo V de Inglaterra, tenía entonces sólo doce años, y había sido criado y educado bajo el cuidado de Antonio Woodville. Esto significaba que estaban bajo una influencia insoportable para el partido anti-Woodville, quienes forzaron la designación de Ricardo de York, duque de Gloucester y hermano de Eduardo IV como Lord Protector, convirtiéndose de facto en el líder de esta facción.

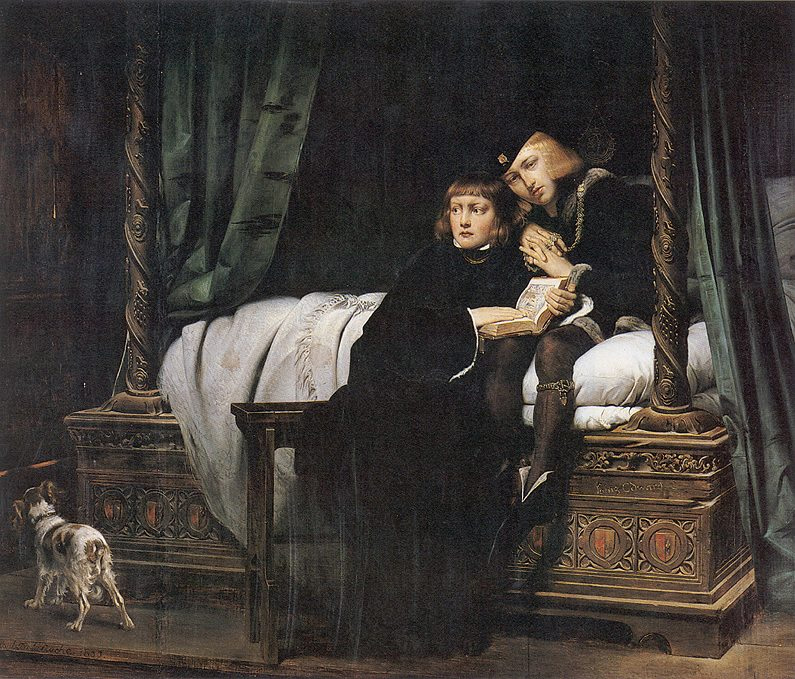
Los «Príncipes de la Torre».

Con la ayuda de William Hastings y de Henry Stafford, Gloucester capturó al joven rey de manos de los Woodville en Stony Stratford, en Buckinghamshire. Lo encerró en la Torre de Londres bajo su cuidado, donde se le reunió su hermano Ricardo de Shrewsbury, duque de York, de sólo nueve años. Mientras tanto, un clérigo alegó que el matrimonio entre Isabel Woodville y Eduardo IV había sido ilegal, de paso ilegitimando a los dos niños. El Parlamento accedió a emitir el Titulus Regius con el que Gloucester se convirtió en el rey Ricardo III de Inglaterra. Los dos niños encarcelados, conocidos como los Príncipes de la Torre, desaparecieron y fueron posiblemente asesinados, aunque se discute por mano u orden de quién hasta el día de hoy, convirtiéndose en uno de los hechos históricos más controvertidos de Inglaterra. Nunca hubo ningún juicio ni encuesta legal acerca de la desaparición y muerte de los dos muchachos.
Dado que Ricardo III era el mejor general del bando de York, muchos lo aceptaron ante la perspectiva de tener que manejar a dos niños por intermedio de un Consejo de Regencia. Los Lancaster, por su lado, concentraron sus expectativas en Enrique Tudor, cuyo padre, Edmundo Tudor, conde de Richmond, era medio hermano de Enrique VI. Sin embargo, la pretensión de Enrique Tudor al trono era por medio de su madre, Margarita Beaufort, una descendiente de Eduardo III por vía de Juan Beaufort, que era hijo de Juan de Gante, duque de Lancaster, quien a su vez era hijo de Eduardo III.

### Enrique Tudor

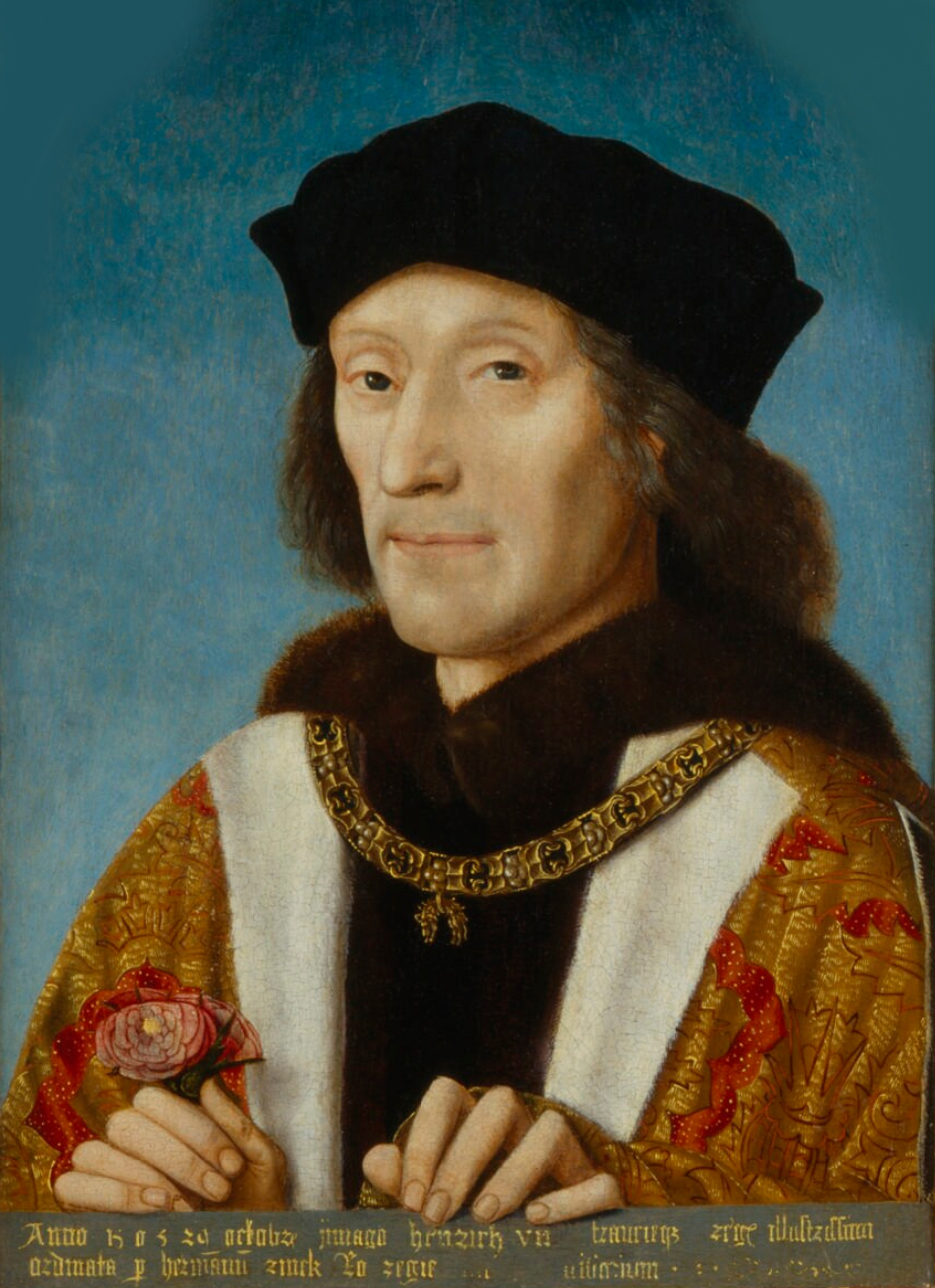
Enrique VII.

En la batalla de Bosworth, el 22 de agosto de 1485, las fuerzas de Enrique Tudor derrotaron a los ejércitos de Ricardo III, que murió durante la batalla, convirtiéndose así en el rey Enrique VII de Inglaterra. El novel rey fortaleció su posición casándose con la hija de Eduardo IV, Isabel de York, la mejor reclamante al trono de la casa de York. Así reunió en su persona a las dos casas reales que con gran violencia habían combatido por el poder. Juntó la rosa roja de Lancaster con la rosa blanca de York, creando un nuevo emblema, la Rosa Tudor. Para confirmar su preeminencia, Enrique VII ordenó matar a cualquier otro potencial pretendiente que cayera en sus manos, política que continuó su hijo y sucesor, Enrique VIII de Inglaterra.
Muchos historiadores consideran el acceso al trono de Enrique VII como el efectivo punto final del conflicto. Otros arguyen que la guerra como tal terminó finalmente en la batalla de Stoke Field el 16 de junio de 1487, cuando fuera de toda lógica se alzó la figura del último pretendiente masculino de la casa de York, Eduardo Plantagenet, conde de Warwick e hijo de Jorge de York, duque de Clarence y hermano de Eduardo IV. Sin embargo, para males de la causa, el joven se encontraba realmente bajo la custodia de Enrique VII, por lo que el niño (llamado Lambert Simnel) demostró no ser más que un impostor. Las fuerzas yorkistas fueron dirigidas por Juan de la Pole, conde de Lincoln (que había sido designado heredero presunto por Ricardo III, aunque se había reconciliado con Enrique VII después de Bosworth), quien finalmente murió en la batalla. El joven Simnel, por su parte, fue perdonado, ya que se consideró que no había sido más que un instrumento de los adultos, y fue enviado a trabajar en las cocinas reales.

## En la cultura popular
"Y aquí profetizo: que esta querella de hoy,
que ha acrecido esta facción hasta el jardín del Temple
enviará, tanto de la Rosa Roja como de la Rosa Blanca,
millares de almas a la muerte y a la noche eterna."
De la obra Enrique VI de William Shakespeare.

La Rosa Tudor, creada al término de la guerra civil, uniendo ambos emblemas.

La novela La flecha negra, de Robert Louis Stevenson, se desarrolla en el ámbito de la Guerra de las Dos Rosas, más concretamente alrededor de la batalla de Wakefield.
El autor Lewis Carroll probablamente tuvo en mente la Guerra de las Dos Rosas cuando escribió su novela para niños Alicia en el país de las maravillas, porque en un capítulo Alicia ve a los jardineros pintando las rosas blancas rojas por orden de la Reina de Corazones.
Los acontecimientos ocurridos en la Guerra de las Dos Rosas son narrados en las novelas de Conn Iggulden y Philippa Gregory.
Parte del argumento de la serie de novelas y relatos de fantasía Canción de hielo y fuego, del escritor estadounidense George R. R. Martin, está inspirado en la Guerra de las Dos Rosas. En estas obras de ficción, las casas Lancaster y York tienen su equivalencia en las imaginarias Lannister y Stark.
El videojuego Yu-Gi-Oh! The Duelists of the Roses esta vagamente inspirado en la Guerra de las Dos Rosas. Sus protagonistas son Yugi Muto, Enrique Tudor y Seto Kaiba (que representa a Christian Rosenkreuz, el jefe de la fuerza del clan yorkista),
La serie de manga y anime Bara-Ō no Sōretsu (conocida en inglés como Requiem of the Rose King) escrita e ilustrada por Aya Kanno, se inspira en los acontecimientos de la Guerra de las Dos Rosas desde la perspectiva del rey Ricardo III antes de llegar a obtener el derecho al trono.

## Figuras clave
Este árbol genealógico de las familias nobles de York, Lancaster, Plantagenet y Tudor permite ubicar los partícipes prominentes de este hecho histórico.
- Reyes de Inglaterra
  - Enrique VI (Lancaster)
  - Eduardo IV (York)
  - Eduardo V (York)
  - Ricardo III (York)
  - Enrique VII (Tudor)

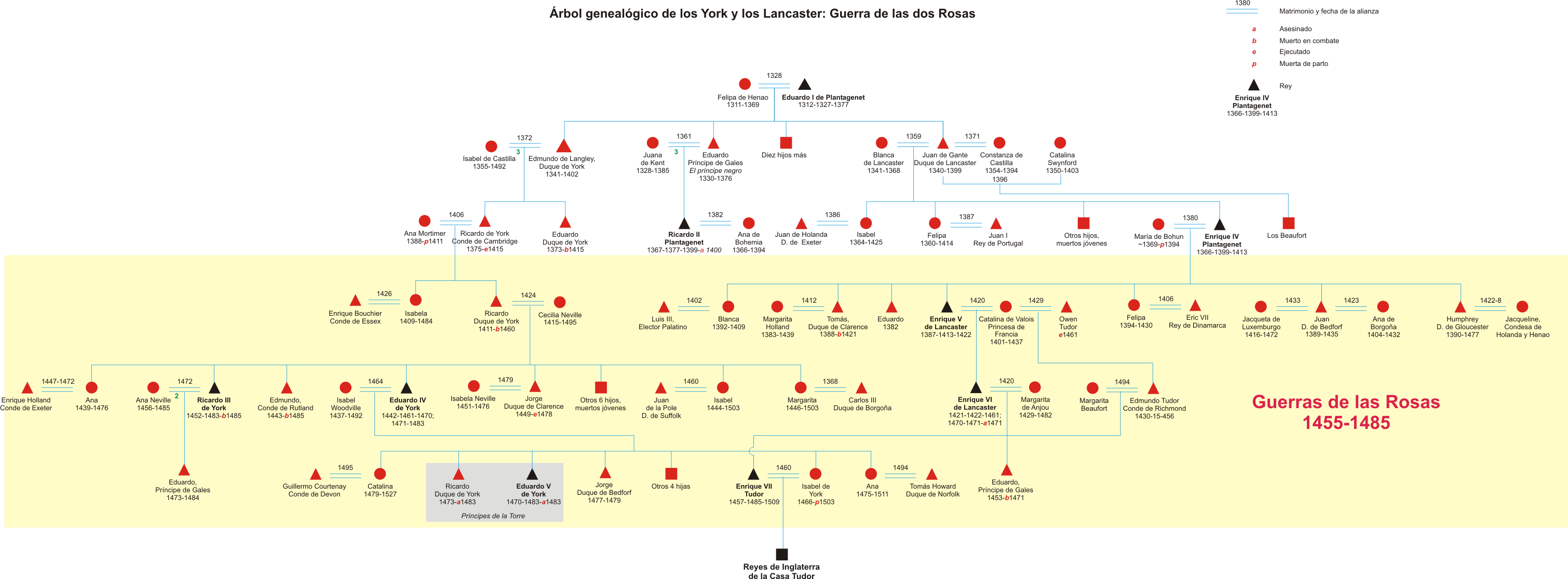
Árbol genealógico de las casas involucradas en la Guerra de las Dos Rosas.

- Principales protagonistas del conflicto (1455-1485)
  - Casa de York
    - Ricardo Plantagenet, duque de York
    - Ricardo Neville, conde de Warwick, «el hacedor de reyes»
    - Ricardo Neville, conde de Salisbury
    - John Neville, marqués de Montagu
    - Guillermo Neville, conde de Kent
    - Thomas el bastardo

  - Casa de Lancaster
    - Reina Margarita, esposa de Enrique VI
    - Enrique Percy, II conde de Northumberland
    - Enrique Percy, III.er conde de Northumberland
    - Edmundo Beaufort, duque de Somerset
    - Enrique Beaufort, duque de Somerset

  - Conde de Pembroke
    - Clifford de Skimpton-Craven